# 墨脱舌突蛙
墨脱舌突蛙（学名：Liurana medogensis）一种于中华人民共和国西藏自治区墨脱县发现的两栖动物，隶属于亚洲角蛙科舌突蛙属。2013年在印度东北部阿鲁纳恰尔邦（争议地区，即中国藏南地区）也发现本种的分布。其种加词“medogensis”意为“墨脱的”。

## 形态特征
高山舌突蛙体型小，雄蛙体长13.1～17.5毫米。身体皮肤光滑。采集到的标本具2种体背颜色类型。类型Ⅰ为：体背呈黄褐色；头侧、体侧和四肢背面灰褐色，体侧具黑色碎斑；头和体侧疣粒呈灰蓝色。类型Ⅱ为：体背和体侧均为浅棕色；两眼间具棕色横纹；头侧、体侧和四肢斑纹类似类型Ⅰ；头和体侧疣粒灰白色。两种类型的腹面颜色基本一致，喉部和前胸部灰色，具灰黑色细斑，并有稀疏黑色斑块；腹部乳白色，具黑色云状大斑块；四肢腹面灰色，具灰黑色细斑；指、趾腹面灰黑色。

## 保护
本种于2023年被收录入《有重要生态、科学、社会价值的陆生野生动物名录》。